# Paul Brohmer
Paul Brohmer (* 8. November 1885 in Sangerhausen; † 30. Januar 1965 in Kiel) war ein deutscher Biologe und Biologiedidaktiker, Begründer des biologischen Grundlagenwerkes Fauna von Deutschland und paradigmatischer, bedeutender bzw. führender Repräsentant der NS-Biologiedidaktik.

## Leben
Paul Brohmer wurde 1885 in Sangerhausen als Sohn eines Oberbahnassistenten geboren. Nach der Schulzeit (Volksschule Besuch der Präparandenanstalt) besuchte er das evangelische Lehrerseminar in Erfurt. Sein naturwissenschaftliches Studium an der Universität Jena schloss er 1909 mit der Promotion ab. Während seines Studiums wurde er Mitglied beim Verein Deutscher Studenten Jena.
Danach war er kurzzeitig Privatassistent von Ernst Haeckel, ab 1910 Seminarlehrer und -oberlehrer an evangelischen Lehrerseminaren. Sein weiteres Leben ist von Funktionen in diesem Bereich dominiert.

### Die Fauna von Deutschland
Brohmer war ein Vertreter der von Georg Kerschensteiner begründeten Arbeitsschulbewegung im Biologieunterricht. Für die von Cornel Schmitt begründete Methodik der Exkursionen verfasste er die Bestimmungsbücher.
Im Juli 1914 erschien im Verlag Quelle & Meyer die Erstauflage der Fauna von Deutschland, das erste Buch, mit dem es möglich sein sollte, alle in Deutschland lebenden Tierarten zu bestimmen. Es ergänzte die von Otto Schmeil und Jost Fitschen 1903 begründete Flora von Deutschland.
Im Nachhinein bezeichnete Brohmer dieses Buch als „Wagnis“, das nur „von einem jungen Manne gelöst werden“ konnte, „dem noch gar nicht alle Schwierigkeiten sowie die Hindernisse und die vorhandenen Unzulänglichkeiten bewusst geworden waren und der sich über alle Einwände und sonstige Steine des Anstoßes lächelnd hinwegsetzte“ (Vorwort zur 9. Auflage 1964). Erst nach dem Erscheinen der Erstausgabe fand Brohmer Mitarbeiter, die ständige Verbesserungen und Erweiterungen vornehmen konnten; diese Mitarbeiter waren nicht nur Zoologen, sondern auch zoologisch geschulte Lehrer, die sowohl die fachwissenschaftliche als auch pädagogische Arbeit leisteten. Zu den ständigen Verbesserungen der Fauna gehörte etwa die Neuaufnahme der Meeresfauna. Brohmer gab sie bis zur 9. Auflage im Jahr 1964 heraus.
Grundsätze der Fauna waren und sind:
- Ein einbändiges Werk, das bei Exkursionen ohne Probleme mitgeführt werden kann; dies bedingt eine hohe Informationsdichte und Beschränkung auf die zur Tierbestimmung nötigen Informationen.
- Vollständigkeit des Artenspektrums (was bei Wirbellosen, besonders Insekten, problematisch ist).
- Statt der Bildführer verwendet die Fauna Bestimmungsschlüssel mit kleinen Skizzen der für die Bestimmung wichtigen Merkmale. Die Technik der Bestimmungsschlüssel ermöglicht nur die Bestimmung von Objekten, d. h. meist toten Tieren und nicht von Beobachtungen, wie sie etwa in der Ornithologie üblich sind.
- Die Tiere sind anhand der Taxonomie angeordnet.
- Das Buch soll für die Lehre an Universitäten und Schulen geeignet sein, aber auch von interessierten Biologen und Laien benutzt werden können.

Brohmers Fauna gehört noch heute zur Grundlagenliteratur etwa des Biologiestudiums, wobei die Tierbestimmungsübungen vielfach mit dem Brohmer durchgeführt werden.

### Politisierung des naturwissenschaftlichen Unterrichtes
Schon in der Weimarer Republik erweiterte Brohmer seine Lernziele um eine staatspolitische Dimension. Das macht der Titel „Erziehung zur Staatsgesinnung durch arbeitskundlichen Biologieunterricht“ (1923) ebenso deutlich wie die geopolitische Zielsetzung, „möglichst viele Erdölfelder in die Hand zu bekommen“, obwohl Deutschland „jetzt von diesen Plätzen an der Sonne ausgeschlossen ist“, wie er 1929 in Der naturkundliche Unterricht für den Chemieunterricht vorschlug.
Im Rahmen seines beruflichen Aufstiegs wurde Brohmer 1926 zum Dozenten an der infolge einer Neuordnung der preußischen Volksschullehrerbildung gegründeten Pädagogischen Akademie Kiel (unter dem NS-Regime zu einer Hochschule für Lehrerbildung (HfL) umgebildet) berufen; ein Jahr später wurde er dort Professor für Biologie. Zu Beginn der 1930er Jahre war er stellvertretender Direktor dieser Hochschule.

### Aufstieg im nationalsozialistischen Staat
Im Januar 1933 nach der Ernennung Hitlers zum Reichskanzler hisste Brohmer zusammen mit dem Direktor der Hochschule die Hakenkreuzflagge über dem Hochschulgebäude und trat so öffentlich für den Nationalsozialismus ein.
Mit der personellen Umgestaltung der Hochschule durch das Gesetz zur Wiederherstellung des Berufsbeamtentums war er einverstanden.
Ab 1. Mai 1933 übernahm er den Lehrstuhl für Vererbungslehre, Rassenkunde, Biologie und Methodik des Naturkundeunterrichtes.
Zum gleichen Tag trat er der NSDAP bei (Mitgliedsnummer 2.734.020), und wurde NSLB-Mitglied. Er unterzeichnete das Bekenntnis der Professoren an den deutschen Universitäten und Hochschulen zu Adolf Hitler, das am 11. November 1933 (einen Tag vor der Reichstagswahl) veröffentlicht wurde.
1934 erhielt er als Kreisredner die „Erlaubnis, rassenpolitische Vorträge zu halten“, und wurde Kreissachbearbeiter für rassenpolitische Erziehung im NSLB und Sachbearbeiter für Schulfragen in der Gaudienststelle Schleswig-Holstein der Kulturgemeinde. Da die HfL kriegsbedingt und nach dem Tod ihres Direktors 1939 bis 1941 geschlossen wurde, wechselte er 1940 zur Hochschule für Lehrerbildung Elbing, die 1941 als Lehrerinnenbildungsanstalt fortgeführt wurde. Während des Krieges leitete er Fortbildungskurse für Biologielehrerinnen.
Gleichzeitig verfasste Brohmer zahlreiche Schulbücher bzw. Lehrmittel, die die neue rassenideologische Ausrichtung der NS-Biologiedidaktik für die Schulpraxis übersetzen. Einige dieser Werke sind in mehreren Auflagen erschienen. Hierin verschmolz er sachliche Informationen zur Biologie, Ökologie und Vererbung mit Elementen der NS-Ideologie. Brohmer forderte:
„Immer wieder muß im Unterricht betont werden, daß die biologischen Gesetze, die man an Tieren und Pflanzen ermittelt hat, auch für den Menschen gelten, daß man also die Erkenntnisse, die man z. B. über die Vererbungserscheinungen bei diesen Lebewesen erarbeitet hat, in allgemeiner Weise auf den Menschen übertragen kann.“

### Nach 1945
Im Rahmen der Entnazifizierung nach dem Ende des Zweiten Weltkrieges gehörte Brohmer zu den wenigen deutschen Hochschullehrern, die entlassen wurden. Seine Entlassung geschah durch die britische Militärregierung.
In der Sowjetischen Besatzungszone wurden seine Schriften Mensch – Natur – Staat: Grundlinien einer nationalsozialistischen Biologie (Diesterweg, Frankfurt a. M. 1935), Biologieunterricht und völkische Erziehung (Diesterweg, Frankfurt a. M. 1936), Biologieunterricht unter Berücksichtigung von Rassenkunde und Erbpflege (Zickfeldt, Osterwieck 1936) und Der Unterricht in der Lebenskunde (Zickfeldt, Osterwieck 1943) auf die Liste der auszusondernden Literatur gesetzt.
1948 erstellte er ein entlastendes Gutachten für die Entnazifizierungsbehörden (Persilschein) über seinen Kollegen Adolf Bracker, der u. a. SS-Sportreferent und Mitglied des SS-Vereins Lebensborn e. V. war.
In den von ihm schon vor 1933 und vor 1945 belieferten Verlagen erschienen weiterhin Bücher Brohmers, die vor allem tierkundliche Schwerpunkte hatten. Paul Brohmer starb am 30. Januar 1965 in Kiel.

## Veröffentlichungen
- 1913 mit Otto Schmeil: Tierkunde für Lehrerbildungsanstalten. Nach dem Naturwissenschaftlichen Werk von Otto Schmeil (3 Bände)
- 1914: Fauna von Deutschland. Quelle & Meyer, Leipzig
  - als Hrsg.: Fauna von Deutschland. Ein Bestimmungsbuch unserer heimischen Tierwelt. 6. Auflage, Heidelberg 1949; 11. Auflage, besorgt von Wolfgang Tischler, ebenda 1971
  - Matthias Schaefer: Brohmer – Fauna von Deutschland. 22. Auflage, Quelle & Meyer, Wiebelsheim 2006, ISBN 3-494-01409-4
- 1917: Sexuelle Erziehung im Lehrerseminar. Teubner, Leipzig
- 1923: Erziehung zur Staatsgesinnung durch arbeitskundlichen Biologieunterricht. A. W. Zickfeldt, Osterwieck a. H.
- 1925: Tierbestimmungsbuch. Quelle & Meyer, Leipzig
- 1929: Der naturkundliche Unterricht. Leipzig
- 1933: Schädlinge der landwirtschaftlichen Nutzpflanzen. J. Beltz, Langensalza/Berlin/Leipzig
- 1933: Biologieunterricht und völkische Erziehung. Diesterweg, Frankfurt am Main
- nach 1933 (o. J.) Rassenkunde, Schülerheft für den Biologieunterricht in Volksschulen
- 1934: Biologieunterricht unter Berücksichtigung von Rassenkunde und Erbpflege. Die nationalsozialistische Erziehungsidee im Schulunterricht. Zickfeldt, Osterwieck/Harz (3. Auflage 1936)
- 1935: Mensch – Natur – Staat. Diesterweg, Frankfurt am Main
- 1936: Die Deutschen Lebensgemeinschaften, Band 1–5. Zickfeldt, Osterwieck/Berlin
- 1936: Die Lebensgemeinschaften im Dienste der nationalsozialistischen Erziehung. In: Deutsches Bildungswesen. Aug./Sept. 1936, S. 497–506.
- 1940: Bekämpfung der Rassensünden durch den nationalsozialistischen Staat (= Schülerhefte für den Biologieunterricht in Volksschulen (Biologie)). Osterwieck 1940–1943.
- 1943: Biologieunterricht und völkische Erziehung. Frankfurt a. M.
- 1950: Flur und Wiese. Führer durch die heimischen Lebensräume. Quelle & Meyer, Heidelberg
- 1950–1955: Deutschlands Pflanzen- und Tierwelt. Quelle & Meyer, Heidelberg
- ab 1950 Ko-autor von Georg Stehli: Welches Tier ist das?
- 1964: Fauna von Deutschland. 9. Auflage, Quelle & Meyer, Heidelberg (letzte Auflage mit Brohmer als Herausgeber)